# Dents de Morcles
Les dents de Morcles sont deux sommets — la Grande dent de Morcles à 2 969 mètres d'altitude et la Petite dent de Morcles à 2 929 mètres d'altitude — de Suisse situés dans le massif des Alpes bernoises, à la frontière des cantons de Vaud et du Valais.

## Géographie

### Situation

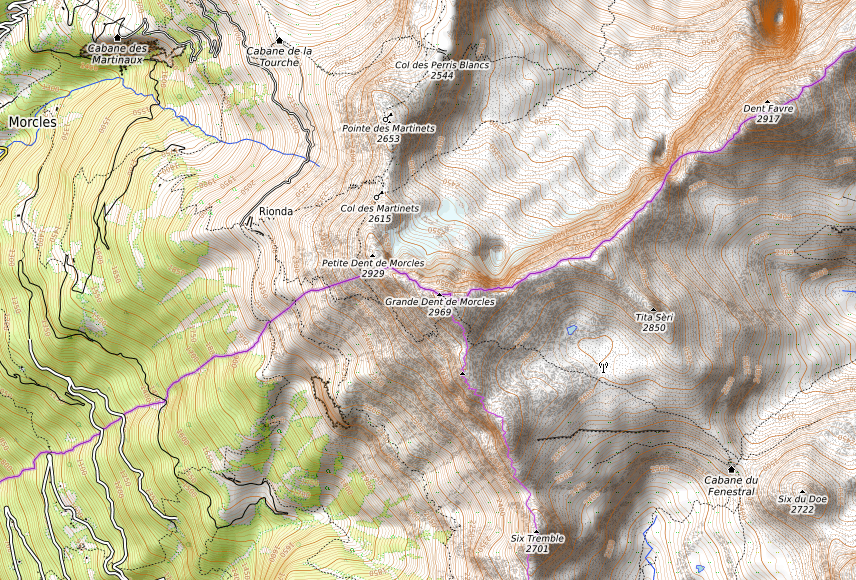
Carte topographique des dents de Morcles.

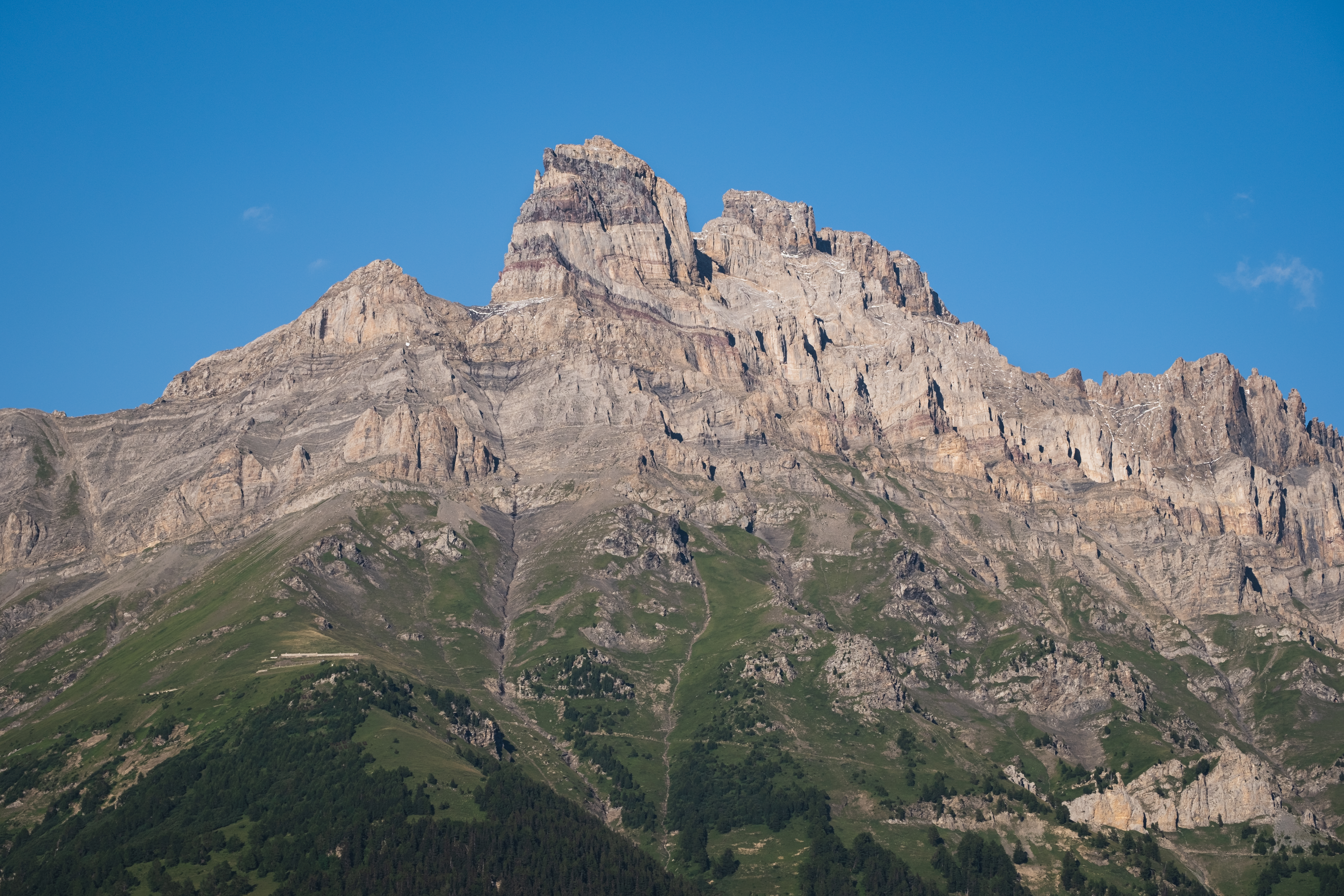
Plissements de la nappe de Morcles visibles sur la Petite dent de Morcles, à gauche.

Les dents de Morcles se situent entre le canton de Vaud et le canton du Valais, au-dessus de Lavey-les-Bains et du village de Morcles. Elles dominent également Saint-Maurice, au-dessus de laquelle elles forment avec la cime de l'Est un portail naturel. Le sommet offre une vue panoramique sur les Alpes valaisannes, du Weisshorn au mont Blanc ; selon Eugène Rambert dans Bex et ses environs, « c'est là et non pas ailleurs qu'il faut chercher le véritable point de vue pour la chaine pennine ». Les Chablais valaisan et vaudois font également partie du panorama. Par temps clair, on aperçoit le lac Léman et le Rhône qui s'écoule dans la plaine près de 2 500 mètres plus bas. Elles marquent aussi le début du vallon de Nant au-dessus du glacier des Martinets, qui peut être atteint par le col des Martinets.

### Topographie
La Petite dent de Morcles (2 929 m) forme le contrefort nord-ouest de la Grande dent (2 969 m). Trois arêtes partent du sommet des dents de Morcles. Au nord, à partir de la Petite dent de Morcles, la première passe par le roc Champion (2 747 m), la pointe des Martinets (2 653 m), la pointe des Perris Blancs (2 577 m), la pointe de Pré Fleuri (2 482 m), la dent Rouge (2 226 m), la pointe des Savolaires (2 294 m) et l'arête de Cinglo sous Pont de Nant,.
La deuxième, en direction du sud-sud-est, est formée de la pointe de la Grande Vire (2 838 m), le Sé Tremblo (2 703 m), la tête de Cornieule (2 496 m), Le Diabley (2 469 m), le mont Bron (2 434 m) et la tête du Portail (2 335 m),. La dernière arête se trouve en direction de l'ouest-nord-ouest et passe par la dent Favre (2 917 m) jusqu'au Grand Muveran (3 051 m),.

## Histoire
L'intérieur de la montagne, entre le village de Morcles et Saint-Maurice, renferme un réseau d'environ 23 kilomètres de galeries creusées par l'armée suisse dans le cadre du « Réduit national ». Plusieurs forts se trouvent au pied des dents de Morcles, dont les forts de Savatan et de Dailly qui sont les plus grands forts de Suisse d'un seul tenant, les troisièmes par ordre d'importances après le Gotthard et Sargans.
Il arrivait parfois que des tirs d'artillerie aient lieu depuis le fort de Dailly dans la zone des dents de Morcles. L'armée procède quelquefois de nuit à des lancers de fusées éclairantes qui illuminent les alentours et sont visibles depuis la plaine du Rhône.

## Activités
La Petite dent de Morcles est rarement gravie car elle est difficilement accessible par rapport à la Grande dent et elle offre une vue moindre. Cette dernière est accessible depuis Erié, au dessus de Fully, en passant depuis la cabane du Demècre, et depuis Ovronnaz à partir du télésiège de Jorasse en passant par la cabane de Fenestral. Ces itinéraires sont longs de 5 h depuis Demècre et 1 h 45 depuis Fenestral. Leur cotation selon l'échelle du Club alpin suisse est respectivement de T3 (randonnée en montagne exigeante) et T4 (randonnée alpine),. Il faut compter 6 h depuis Morcles et 7 h depuis Les Plans-sur-Bex.